# Polyschides vietnamicus
Polyschides vietnamicus är en blötdjursart som beskrevs av Chistikov 1979. Polyschides vietnamicus ingår i släktet Polyschides och familjen Gadilidae. Inga underarter finns listade i Catalogue of Life.